# Oblast' di Tver'
L'oblast' di Tver (in russo Тверска́я о́бласть?, Tverskája óblastʾ) è un'oblast' della Russia che si estende sulla pianura sarmatica intorno alle sorgenti del Volga.

## Geografia fisica
Il terreno, quasi interamente pianeggiante, è coperto da laghi e paludi ed attraversato da numerosi corsi d'acqua.
Le principali risorse della regione, oltre alla miniere di carbone, sono gli impianti idroelettrici (imponenti dighe sui maggiori fiumi), l'allevamento (bovini) e le industrie (tessili, meccaniche, del vetro, calzaturiere ed alimentari).
La capitale è Tver' (chiamata Kalinin dal 1931 al 1990).
Altre importanti città sono: Vyšnij Voločëk (56 000 abitanti) sul fiume Tverca nota per le industrie del legno; Ržev (64.000 abitanti) sul Volga 110 km a sud-ovest di Tver'; Kimry (54.000 abitanti) sul Volga importante centro calzaturiero e dell'abbigliamento; Toržok (49.000 abitanti) rinomata per l'apprezzato artigianato dell'oro e dell'argento.

## Geografia antropica

### Suddivisioni amministrative
La oblast' di Tver' si divide in:
- 36 rajon;
- 5 città sotto la giurisdizione della oblast';
- 2 insediamenti di tipo urbano sotto la giurisdizione della oblast'.

#### Rajon
La oblast' di Tver' comprende 36 rajon (fra parentesi il capoluogo; sono indicati con un asterisco i capoluoghi non direttamente dipendenti dal rajon ma posti sotto la giurisdizione della oblast'):
- Andreapol'skij (Andreapol')
- Bel'skij (Belyj)
- Bežeckij (Bežeck)
- Bologovskij (Bologoe)
- Firovskij (Firovo)
- Kalininskij (Tver')
- Kaljazinskij (Kaljazin)
- Kašinskij (Kašin)
- Kesovogorskij (Kesova Gora)
- Kimrskij (Kimry*)
- Konakovskij (Konakovo)
- Krasnocholmskij (Krasnyj Cholm)
- Kuvšinovskij (Kuvšinovo)
- Lesnoj (Lesnoe)
- Lichoslavl'skij (Lichoslavl')
- Maksatichinskij (Maksaticha)
- Molokovskij (Molokovo)
- Nelidovskij (Nelidovo)

- Oleninskij (Olenino)
- Ostaškovskij (Ostaškov)
- Penovskij (Peno)
- Rameškovskij (Rameški)
- Rževskij (Ržev*)
- Sandovskij (Sandovo)
- Seližarovskij (Seližarovo)
- Sonkovskij (Sonkovo)
- Spirovskij (Spirovo)
- Starickij (Starica)
- Toropeckij (Toropec)
- Toržokskij (Toržok*)
- Udomel'skij (Udomlja)
- Ves'egonskij (Ves'egonsk)
- Vyšnevolockij (Vyšnij Voločëk*)
- Zapadnodvinskij (Zapadnaja Dvina)
- Žarkovskij (Žarkovskij)
- Zubcovskij (Zubcov)

#### Città
I centri abitati della oblast' che hanno lo status di città (gorod) sono 23 (in grassetto le città sotto la diretta giurisdizione della oblast', che costituiscono una divisione amministrativa di secondo livello):
- Andreapol'
- Bežeck
- Belyj
- Bologoe
- Kaljazin
- Kašin
- Kimry
- Konakovo

- Krasnyj Cholm
- Kuvšinovo
- Lichoslavl'
- Nelidovo
- Ostaškov
- Ržev
- Starica
- Toržok

- Toropec
- Tver'
- Udomlja
- Ves'egonsk
- Vyšnij Voločëk
- Zapadnaja Dvina
- Zubcov

#### Insediamenti di tipo urbano
I centri urbani con status di insediamento di tipo urbano sono 28 (in grassetto gli insediamenti di tipo urbano sotto la diretta giurisdizione della oblast', che costituiscono una divisione amministrativa di secondo livello):
- Belyj Gorodok
- Firovo
- Izoplit
- Kalašnikovo
- Kesova Gora
- Kozlovo
- Krasnomajskij
- Kuženkino
- Maksaticha
- Molokovo

- Novozavidovskij
- Olenino
- Orša
- Ozërnyj[3]
- Peno
- Radčenko
- Rameški
- Redkino
- Solnečnyj[3]
- Sandovo

- Seližarovo
- Sonkovo
- Spirovo
- Staraja Toropa
- Suchoverkovo
- Vasil'evskij Moch
- Velikooktjabr'skij
- Žarkovskij